# Hilda Gadea
Pour les articles homonymes, voir Gadea et Acosta.
Hilda Gadea Acosta (née le 21 mars 1925 à Lima au Pérou et morte le 11 février 1974 à La Havane à Cuba) est une économiste péruvienne membre de l'Alliance populaire révolutionnaire américaine (APRA). Elle a été la première épouse d'Ernesto Guevara, et lui fit découvrir les milieux politiques de gauche lors de son passage au Guatemala en 1954.

## Biographie
Hilda Gadea a étudié l'économie à l'université nationale principale de San Marcos à Lima (Pérou), où elle est devenue une dirigeante du mouvement étudiant, représentante au Conseil étudiant et attachée aux principes de la réforme de l'Université.
Elle est diplômée en tant qu'économiste en 1948 et devient  la première femme au sein du Comité exécutif national de l'Alliance populaire révolutionnaire américaine (APRA), siégeant en tant que secrétaire de l'Économie.
En 1948, à la suite du coup d’État qui impose la dictature de Manuel A. Odría, elle est contrainte à l'exil. En 1953, elle travaille pour le gouvernement progressiste de Jacobo Árbenz Guzmán au Guatemala où elle rencontre l'Argentin Ernesto Guevara, lors de son deuxième voyage latino-américain et le Guatemala.
Hilda invite Guevara dans les cercles politiques progressistes et de gauche. Dans l'une de ces réunions, Guevara reconnait certains exilés cubains membres du mouvement du 26 juillet.
Avec le coup d'État de 1954 au Guatemala organisé par la CIA qui renverse le président Jacobo Árbenz Guzmán, Hilda Gadea est arrêtée et relâchée quelques semaines plus tard, elle émigre au Mexique.
Elle y retrouve Ernesto Guevara, et ils se marient le 18 août 1955 après qu'Hilda soit tombée enceinte. Le 15 février 1956 naît leur fille Hilda Beatriz Guevara Gadea (1956-1995).
Le 2 décembre 1956, Ernesto Guevara part avec Fidel Castro et ses hommes pour Cuba pour lancer des opérations de guérilla qui conduisent à la révolution cubaine. Pendant la révolution, Guevara rencontre Aleida March, ce qui entraîne son divorce d'avec Hilda après la victoire de 1959.
Cependant, Che Guevara invite Hilda à vivre à Cuba, avec sa fille. Elle accepte l'invitation et devient haut fonctionnaire du gouvernement cubain jusqu'à sa mort dans le milieu des années 1970.
En 1972, elle publie Che Guevara : les années décisives. Le livre a été réédité en 2005 sous le titre Ma vie avec le Che.